# Клавдий II Готски
Марк Аврелий Клавдий (лат. Marcus Aurelius Claudius Gothicus, понякога Marcus Aurelius Valerius Claudius), а също и Клавдий II Готски е римски император за по-малко от две години (268 – 270 г.), но за това време успява да положи началото на възстановяването на политическото и военно могъщество на Римската империя. Ползва се с голям авторитет приживе и по-късно е обожествен.
Клавдий е илириец по произход и прославен римски военачалник – бил е трибун и командир на елитната илирийска конница. Някои извори отбелязват неговата голяма физическа сила и жестокост – можел е с един удар да избие зъбите на кон. Отличава се с храбростта си при императорите Деций, Валериан I и Галиен. Провъзгласен е за император от войниците след убийството на последния, в което някои предполагали, че е замесен.

## Управление
Едва ли друг император преди Клавдий II е поемал властта в по-труден период за държавата. Първоначално управлението му било признато само в Италия, Северна Африка, част от Мала Азия и Балканите, а земите на империята били опустошени от варварски нападения. Той се заел със засилване на армията и възстановяване на римските територии.
През 268 г., непосредствено след възкачването си, Клавдий разгромява узурпатора Авреол в Милано, и отблъсква нападение на алеманите в Италия през ноември в битката при Гарда. Той получава титлата Germanicus Maximus.
Междувременно Испания и Аквитания напускат Галската империя на Тетрик I и доброволно преминават отново към властта на Рим, но на следващата година провинциален Египет е нападнат и окупиран от пустинни наемници, пратени от арабското царство Палмира.

### Победа над готите
През 269 г. невиждано по размер дотогава нашествие на готите в римските владения около Долен Дунав принуждава императора да тръгне на военен поход срещу тях. В този случай Рим бил изправен пред масово народно преселение на варварите, които идвали заедно със семействата си и с намерението да останат в Дакия и Мизия. При град Наисус (дн. Ниш) Клавдий и легионите, които успява да събере, дават серия от решителни битки с готите, наброяващи ок. 300 хиляди. Римляните надделяват над числено превъзхождащия ги враг. Вероятно в тази битка загиват над 50 хил. варвари, а още толкова са пленени или заселени като поданици на Рим в Илирия.
След това сражение императорът получава postum почетното прозвище Gothicus („Готски“). Тази победа е много важна, тъй като освен военна плячка, римляните получават и голямо количество роби. Също така след битката много от оцелелите готски воини постъпват на служба в римската армия, а варварите на север от Дунав остават за дълго обезсилени.
След като дава командването в Готската война на Аврелиан, в края на 269 г. той тръгва отново към Панония, за да победи вандалите. В началото на 270 г. Клавдий обаче става жертва на епидемията (чума или шарка), разпространила се от труповете след клането при Ниш. Той е единственият от т.нар. войнишки императори, за когото безспорно е известно, че не умира от насилствена смърт. Покойният владетел е обожествен от Сената като „Divus Claudius“. На трона за кратко го наследява брат му Квинтил († 270).

## Други
През 4 век император Константин I твърди, че е далечен потомък на Клавдий Готик (чрез роднинство с брат му Квинтил), за да придаде повече легитимност на династията си.
Според известната легенда, по времето на Клавдий II загива християнският светец Св. Валентин, хвърлен в тъмница и убит (на 14 февруари 269 г.), защото венчавал и покръствал влюбени двойки, престъпвайки издадената от императора забрана младите мъже да встъпват в брак, тъй като така се отклонявали от военната си служба.